# Quattro Giorni di Dunkerque 1994
La Quattro Giorni di Dunkerque 1994, quarantesima edizione della corsa, si svolse dal 3 all'8 maggio su un percorso di 1045 km ripartiti in 6 tappe (la seconda suddivisa in due semitappe), con partenza e arrivo a Dunkerque. Fu vinta dal francese Eddy Seigneur della Gan davanti al tedesco Olaf Ludwig e al belga Andrei Tchmil.

## Tappe
| Tappa  | Data     | Percorso                                | km    | Vincitore di tappa | Leader cl. generale |
| ------ | -------- | --------------------------------------- | ----- | ------------------ | ------------------- |
| 1ª     | 3 maggio | Dunkerque > Fontaine-au-Pire            | 204   | Wilfried Nelissen  | Wilfried Nelissen   |
| 2ª-1ª  | 4 maggio | Val-Joly > Val-Joly                     | 96    | Wilfried Nelissen  | Wilfried Nelissen   |
| 2ª-2ª  | 4 maggio | Val-Joly > Val-Joly (cron. individuale) | 18,4  | Eddy Seigneur      | Eddy Seigneur       |
| 3ª     | 5 maggio | Cambrai > Boulogne-sur-Mer              | 201,3 | Olaf Ludwig        | Eddy Seigneur       |
| 4ª     | 6 maggio | Dunkerque > Dunkerque                   | 161   | Andreas Kappes     | Eddy Seigneur       |
| 5ª     | 7 maggio | Lilla > Cassel                          | 184,1 | Emmanuel Magnien   | Eddy Seigneur       |
| 6ª     | 8 maggio | Dunkerque > Dunkerque                   | 170,1 | Jeroen Blijlevens  | Eddy Seigneur       |
| Totale | Totale   | Totale                                  | 1045  |                    |                     |

## Dettagli delle tappe

### 1ª tappa
- 3 maggio: Dunkerque > Fontaine-au-Pire – 204 km

| Pos. | Corridore           | Squadra       | Tempo    |
| ---- | ------------------- | ------------- | -------- |
| 1    | Wilfried Nelissen   | Novemail      | 6h03'22" |
| 2    | Oleksandr Hončenkov | Panaria       | a 1"     |
| 3    | Johan Capiot        | TVM-Bison Kit | s.t.     |

| Pos. | Corridore         | Squadra  | Tempo |
| ---- | ----------------- | -------- | ----- |
| 1    | Wilfried Nelissen | Novemail |       |

### 2ª tappa - 1ª semitappa
- 4 maggio: Val-Joly > Val-Joly – 96 km

| Pos. | Corridore           | Squadra       | Tempo    |
| ---- | ------------------- | ------------- | -------- |
| 1    | Wilfried Nelissen   | Novemail      | 2h11'03" |
| 2    | Johan Capiot        | TVM-Bison Kit | a 1"     |
| 3    | Oleksandr Hončenkov | Panaria       | s.t.     |

| Pos. | Corridore         | Squadra  | Tempo |
| ---- | ----------------- | -------- | ----- |
| 1    | Wilfried Nelissen | Novemail |       |

### 2ª tappa - 2ª semitappa
- 4 maggio: Val-Joly > Val-Joly (cron. individuale) – 18,4 km

| Pos. | Corridore        | Squadra   | Tempo  |
| ---- | ---------------- | --------- | ------ |
| 1    | Eddy Seigneur    | Gan       | 23'23" |
| 2    | Arturas Kasputis | Chazal    | a 26"  |
| 3    | Thierry Marie    | Castorama | a 38"  |

| Pos. | Corridore     | Squadra | Tempo |
| ---- | ------------- | ------- | ----- |
| 1    | Eddy Seigneur | Gan     |       |

### 3ª tappa
- 5 maggio: Cambrai > Boulogne-sur-Mer – 201,3 km

| Pos. | Corridore      | Squadra       | Tempo    |
| ---- | -------------- | ------------- | -------- |
| 1    | Olaf Ludwig    | Telekom       | 5h57'41" |
| 2    | Andreas Kappes | Trident       | s.t.     |
| 3    | Johan Capiot   | TVM-Bison Kit | s.t.     |

| Pos. | Corridore     | Squadra | Tempo |
| ---- | ------------- | ------- | ----- |
| 1    | Eddy Seigneur | Gan     |       |

### 4ª tappa
- 6 maggio: Dunkerque > Dunkerque – 161 km

| Pos. | Corridore         | Squadra  | Tempo    |
| ---- | ----------------- | -------- | -------- |
| 1    | Andreas Kappes    | Trident  | 4h05'31" |
| 2    | Wilfried Nelissen | Novemail | s.t.     |
| 3    | Olaf Ludwig       | Telekom  | s.t.     |

| Pos. | Corridore     | Squadra | Tempo |
| ---- | ------------- | ------- | ----- |
| 1    | Eddy Seigneur | Gan     |       |

### 5ª tappa
- 7 maggio: Lilla > Cassel – 184,1 km

| Pos. | Corridore        | Squadra   | Tempo    |
| ---- | ---------------- | --------- | -------- |
| 1    | Emmanuel Magnien | Castorama | 4h35'26" |
| 2    | Andrei Tchmil    | Lotto     | a 11"    |
| 3    | Olaf Ludwig      | Telekom   | a 14"    |

| Pos. | Corridore     | Squadra | Tempo |
| ---- | ------------- | ------- | ----- |
| 1    | Eddy Seigneur | Gan     |       |

### 6ª tappa
- 8 maggio: Dunkerque > Dunkerque – 170,1 km

| Pos. | Corridore         | Squadra       | Tempo    |
| ---- | ----------------- | ------------- | -------- |
| 1    | Jeroen Blijlevens | TVM-Bison Kit | 3h46'45" |
| 2    | Erik Zabel        | Telekom       | s.t.     |
| 3    | Giovanni Lombardi | Panaria       | s.t.     |

| Pos. | Corridore     | Squadra | Tempo     |
| ---- | ------------- | ------- | --------- |
| 1    | Eddy Seigneur | Gan     | 27h03'38" |
| 2    | Olaf Ludwig   | Telekom | a 28"     |
| 3    | Andrei Tchmil | Lotto   | a 44"     |

## Classifiche finali

### Classifica generale
| Pos. | Corridore           | Squadra        | Tempo     |
| ---- | ------------------- | -------------- | --------- |
| 1    | Eddy Seigneur       | Gan            | 27h03'38" |
| 2    | Olaf Ludwig         | Telekom        | a 28"     |
| 3    | Andrei Tchmil       | Lotto          | a 44"     |
| 4    | Thierry Marie       | Castorama      | a 48"     |
| 5    | Emmanuel Magnien    | Castorama      | a 1'06"   |
| 6    | Oleksandr Hončenkov | Lampre-Panaria | a 1'09"   |
| 7    | Dominique Arnould   | Castorama      | a 1'13"   |
| 8    | Richard Virenque    | Festina-Lotus  | s.t.      |
| 9    | Frank Vandenbroucke | Lotto          | a 1'14"   |
| 10   | Johan Capiot        | TVM-Bison Kit  | a 1'23"   |